# Prionostemma aspera
Prionostemma aspera är en benvedsväxtart som först beskrevs av Jean-Baptiste Lamarck och fick sitt nu gällande namn av John Miers. Prionostemma aspera ingår i släktet Prionostemma och familjen Celastraceae. Inga underarter finns listade.